# بيركهولدرية عريضة
بيركهولدرية عريضة (الاسم العلمي:Burkholderia lata) هي نوع من البكتيريا تتبع جنس البيركهولدرية من فصيلة البيركهولدرات.